# مجلس الشورى (حماس)
مجلس الشورى هو الهيئة السياسية الرئيسية التي تلعبُ الدور الأهم في صنعِ القرار في حركة حماس؛ وتضمُّ هذهِ الهيئة ممثلين عن قطاع غزة و‌الضفة الغربية وممثلين آخرين أسرى في السجونِ الإسرائيلية بالإضافةِ إلى القيادة الخارجية المنفية. يقعُ المكتب السياسي لهذه الهيئة في كلٍ من تركيا وقطر بعدما كان في وقتٍ سابقٍ في العاصمة السورية دمشق قبلَ أن يُنقل منها بسبب الحرب الأهليّة. يحثُّ مجلس الشورى هذه اللجان المسؤولة عنِ الإشراف على أنشطة حماس؛ من العلاقات الإعلامية إلى العمليات العسكرية. يُعدّ المكتب السياسي هو أعلى هيئة لصنع القرار في مجلس الشورى ويتكوَّن من 15 عضوًا حيثُ يتمُّ انتخابهم من قبل الأعضاء الذين يختارون ممثليهم في المجالس الاستشارية المحلية في مناطق جغرافية محددة؛ ثم تقوم المجالس بترشيح ممثلين في المجلس الاستشاري العام ويتم انتخاب المكتب السياسي من قبل أعضاء المجلس الاستشاري العام.